# Licuala paludosa
Licuala paludosa là loài thực vật có hoa thuộc họ Arecaceae. Loài này được Griff. mô tả khoa học đầu tiên năm 1844.